# Leicester Tigers
Leicester Tigers je anglický ragbyový klub, účastník English Premiership. Sídlí na Welford Road Stadium v Leicesteru. Byl založen 3. srpna 1880 pod názvem Leicester Football Club. Klubové bravy jsou, bílá, tmavozelená a červená. Regionálním rivalem jsou Northampton Saints. Trenérem Tigers je od června 2025 Geoff Parling.

## Historie
V roce 1987 byli Tigers mezi zakládajícími kluby anglické ligy a vyhráli její úvodní sezónu. Nikdy z nejvyšší soutěže nesestoupili a patří mezi tři kluby, které odehrály všechny ligové sezóny. Získali jedenáct mistrovských titulů (1988, 1995, 1999, 2000, 2001, 2002, 2007, 2009, 2010, 2013, 2022) a šestnáctkrát postoupili do ligového playoff.
Leicester pětkrát vyhrál RFU Knockout Cup (1979, 1980, 1981, 1993, 1997). Reprezentoval Anglii ve 26 ročnících European Rugby Champions Cupu a v letech 2001 a 2002 soutěž vyhrál. V roce 2021 Tigers postoupili do finále EPCR Challenge Cupu, kde prohráli s Montpellierem.
Prvním reprezentantem z Leicesteru byl v roce 1903 Jack Miles. V mezistátních zápasech se představilo 175 hráčů klubu z patnácti zemí. Martin Johnson byl kapitánem anglické reprezentace, která vyhrála mistrovství světa v ragby 2003. S jihoafrickou reprezentací vyhráli mistrovství světa v ragby 2023 hráči Leicesteru Handré Pollard a Jasper Wiese. Historickým rekordmanem klubu je rváček David Matthews, který za něj v letech 1955 až 1974 odehrál 502 střetnutí.
Leicester Tigers mají mládežnickou akademii i rezervní tým, který hraje druhou nejvyšší soutěž Premiership Rugby Shield. V roce 2021 byl založen ženský tým Leicester Tigers Women, který hraje v Premiership Women's Rugby.